# Cal València
Cal València és un habitatge a la vila de Sallent (Bages) catalogada a l'Inventari del Patrimoni Arquitectònic de Catalunya. Aquesta casa fou aixecada per habitar-hi el sequiaire, tenia cura de la vigilància del canal, que fins fa pocs anys passava per davant de la casa. L'edifici està situat al capdamunt d'una costa i era la primera casa que es trobava en arribar a la vila abans de fer la carretera actual. Consta d'uns baixos que serveixen de magatzem, que s'hi accedeix pel carrer del Pont, mentre que el primer pis s'hi accedeix pel carrer de La Font. Té, a més unes golfes amb una eixida a migdia, parcialment tapada. La façana està construïda de pedra sense tallar, reforçada a les cantonades, sense fer filades, els vanos estan fets amb filades de totxos.